# Lingwistyka komputerowa
Lingwistyka komputerowa, językoznawstwo komputerowe – dział lingwistyki używający modeli komputerowych w celu testowania hipotez dotyczących mowy i języka oraz tworzenia programów komputerowych przetwarzających język naturalny.